# MC Yankoo
MC Yankoo (* 27. August 1981 in Wien; eigentlich Aleksandar (Aleks) Janković, serbisch-kyrillisch Александар Јанковић) ist ein serbisch-österreichischer Rapper. Bekannt wurde er durch den Song mit Rene Rodrigezz und DJ Antoine, Shake 3x, der Chartplatzierungen in Deutschland und Österreich erreichte.

## Leben
MC Yankoo wurde in Wien geboren und ist im 17. Wiener Gemeindebezirk aufgewachsen.
Sein erster Plattenvertrag im Alter von 17 Jahren war nicht erfolgreich. Unter dem Namen Salex folgten weitere Auftritte in der „Balkanszene“. 2004 unternahm er eine Tour mit seiner Gruppe LDT durch Italien, Österreich und Deutschland. Ab 2008 nahm er Songs mit MC Stojan auf und gewann immer mehr an Bekanntheit. Es folgten Slatka Mala, Kakva Guza, Tvoje Tange. 2012 folgte der Sommersong Loca mit DJ Mladja. 2009 gründete er ein eigenes Musiklabel. Der Song Ne Zovi Me kam auf Platz 10 in den iTunes Dance Charts. Ja Volim Balkan, die zweite Veröffentlichung zusammen mit Dado Polumenta und MC Stojan, war monatelang erfolgreich in der Danceszene.
MC Yankoo machte sich mit Songs wie Balkan Mädchen, Nije Nije oder Moje Zlato auf sich aufmerksam. Letzterer mit Milica Todorovic ist einer der meistgeklickten Videos in der Balkanregion auf Youtube mit aktuell 170 Mio. Aufrufen.
Er hat daneben auch mit Künstlern wie Dara Bubamara, Darko Lazić oder Cvija zusammengearbeitet.

## Diskografie

### Kompilationen
- 2023: Its me Baby (All Hits)

### Kollaborationen
- 2010: We Like To (mit Deep Criminal & LTD)
- 2020: Blkn Adventure (mit Jacky Jack)

### Singles
| - 2011: Ne Zovi Me (mit DJ Mladja) - 2011: Balkan Shit (mit DJ Mladja) - 2011: Ja Volim Balkan (mit Dado Polumenta, DJ Mladja & MC Stojan) - 2011: Slatka Mala - 2011: Shake 3x (mit DJ Antoine & Rene Rodrigezz) - 2012: Rock'n'roll (mit Silvana Reese) - 2012: Loca (mit DJ Mladja & Acero MC) - 2013: Oziljak (mit Muharem Redzepi) - 2013: We Let It Burn (mit Rene Rodrigezz) - 2013: Brate Moj (mit DJ Bobby) - 2013: Chica Mia (mit Franky Berroa & Acero MC) - 2013: Ruza (mit In Vivo) - 2013: Zvuk (mit Andrea) - 2014: Heart for Orient (mit Tetriz Boyz) - 2014: Around the World (mit Rene Rodrigezz) - 2014: Uvek Kad Popijem (mit DJ Shone & Dara Bubamara) - 2014: Moje Zlato (mit Milica Todorović) - 2014: Dalek Put (mit Dejvid Nez) - 2014: Let Me See Them (mit Otto Le Blanc & Mando fivetofive) - 2015: I'm Coming For Your Soul (mit Rene Rodrigezz) - 2015: Nije Nije (mit DJ Bobby B & Jacky Jack) - 2015: Drunk in Bangkok - 2016: Grand Slam (mit Merel Koman) - 2016: Godine (mit DJ Bobby B & Jacky Jack) - 2016: Drop It Low - 2017: Go Your Way - 2017: Abu Dhabi (mit Cvija) - 2017: Crna Udovica (mit Dejvid Nez) - 2017: Moj Grad (mit DJ Bobby B) - 2017: 64 (mit Deep Criminal) - 2017: Ljubi Me Budalo (mit Milica Todorović) - 2017: Gas (mit DJ Bobby B & Jacky Jack) - 2018: Frankfurt Beč - 2018: Neka Gori Sve (mit Petar Mitic) - 2018: 2110 | - 2018: Balkan Mädchen - 2019: Ista Si Ko Sve (mit Cvija) - 2019: Fake - 2019: Ma bella (mit Mechito) - 2019: Ona Bi To (mit Cvija) - 2019: Amajlija - 2019: Nocne Kraljice - 2019: OK Pull Up (mit Rene Rodrigezz & Marcus Cito) - 2019: Neka Traje (mit Alexandra Matrix) - 2020: Balkan San (mit Connect) - 2020: Telenovela (mit Luna Djo) - 2020: Igra - 2020: Suga Suga (mit DJ Bobby B & Jacky Jack) - 2020: Suck My Beat (mit DJ Bobby B & Jacky Jack) - 2020: Baby Tranquilo (mit DJ Bobby B, Jacky Jack & Sashka Yanx) - 2021: Nove Nike Brate - 2021: Bestseller - 2021: Balkana In Alemania - 2021: Slatka Mala (mit Darko Lazić) - 2021: Palim Klub (mit Darko Lazić) - 2021: Kameleon (mit Dado Polumenta) - 2021: Barbie (mit Dado Polumenta) - 2021: Nema Krize (mit Dado Polumenta) - 2021: Chica Chica - 2021: Mama Mia - 2022: Sinoc Se Pilo (mit DJ Aleks) - 2022: Mash Up (mit Ajay) - 2022: Made in Balkan - 2022: Trosim Pare (mit Jacky Jack & Hi Babo) - 2022: Siki Miki - 2023: I'm from Balkan - 2023: Zvuk Baglama - 2023: Dragana - 2023: Tina (mit Otto Le Blanc & Jacky Jack) |